# Wioślarstwo na Letnich Igrzyskach Olimpijskich 1952 – czwórka bez sternika
Rywalizacja w czwórkach bez sternika mężczyzn w wioślarstwie na Letnich Igrzyskach Olimpijskich 1952 rozgrywana była między 20 a 23 lipca 1952 na torze regatowym w Meilahti w Helsinkach. Zgłoszono 17 osad z 17 krajów.

## Terminarz
| Data          | Godzina |           |
| ------------- | ------- | --------- |
| 20 lipca 1952 |         | Runda 1   |
| 21 lipca 1952 | 09:00   | Repasaże  |
| 21 lipca 1952 | 16:00   | Półfinały |
| 22 lipca 1952 | 09:00   | Repasaże  |
| 23 lipca 1952 | 16:30   | Finał     |

## Format
W rundzie 1 rozegrano cztery wyścigi, z których dwie pierwsze osady awansowały do półfinału, pozostałe zaś do repasaży. Z czterech wyścigów repasażowych zwycięzcy każdego wyścigu awansowali do drugiej rundy repasaży pozostałe osady odpadały z rywalizacji. Z dwóch wyścigów półfinałowych zwycięzcy awansowali do finału, pozostałe osady awansowały do repasaży (druga runda). Z trzech wyścigów repasażowych tylko zwycięzcy awansowali do finału.

## Wyniki

### Runda 1
Bieg 1
| Miejsce | Narodowość      | Zawodnicy                                                          | Czas   | Kwal. |
| ------- | --------------- | ------------------------------------------------------------------ | ------ | ----- |
| 1.      | Francja         | Pierre Blondiaux Jean-Jacques Guissart Marc Bouissou Roger Gautier | 6:35,7 | Q     |
| 2.      | ZSRR            | Roman Zacharow Jurij Rogozow Iwan Makarow Władimir Kirsanow        | 6:37,8 | Q     |
| 3.      | Wielka Brytania | Harry Almond John Jones James Crowden Adrian Cadbury               | 6:39,2 |       |
| 4.      | Węgry           | László Decker Imre Kaffka János Hollósi Imre Kemény                | 6:45,4 |       |
| 5.      | Belgia          | Charles Van Antwerpen Jos Rosa Harry Elzendoorn Florent Caers      | 6:49,8 |       |

Bieg 2
| Miejsce | Narodowość | Zawodnicy                                                                   | Czas   | Kwal. |
| ------- | ---------- | --------------------------------------------------------------------------- | ------ | ----- |
| 1.      | Jugosławia | Duje Bonačić Velimir Valenta Mate Trojanović Petar Šegvić                   | 6:34,4 | Q     |
| 2.      | Finlandia  | Veikko Lommi Kauko Wahlsten Oiva Lommi Lauri Nevalainen                     | 6:42,7 | Q     |
| 3.      | Polska     | Edward Schwarzer Zbigniew Schwarzer Henryk Jagodziński Zbigniew Żarnowiecki | 6:43,0 |       |
| 4.      | Holandia   | Frits de Voogt Ruud Sesink Clee Jan op den Velde Kees van Vugt              | 6:56,9 |       |

Bieg 3
| Miejsce | Narodowość        | Zawodnicy                                                            | Czas   | Kwal. |
| ------- | ----------------- | -------------------------------------------------------------------- | ------ | ----- |
| 1.      | Protektorat Saary | Werner Biel Hans Krause-Wichmann Achim Krause-Wichmann Hanns Peters  | 6:40,8 | Q     |
| 2.      | Norwegia          | Sverre Kråkenes Kristoffer Lepsøe Thorstein Kråkenes Harald Kråkenes | 6:42,4 | Q     |
| 3.      | Włochy            | Giuseppe Moioli Elio Morille Giovanni Invernizzi Francesco Faggi     | 6:50,4 |       |
| 4.      | Południowa Afryka | Don Dyke-Wells Damian Nichol John Webb Christopher Veitch            | 6:53,3 |       |

Bieg 4
| Miejsce | Narodowość        | Zawodnicy                                                         | Czas   | Kwal. |
| ------- | ----------------- | ----------------------------------------------------------------- | ------ | ----- |
| 1.      | Stany Zjednoczone | Louis McMillan Dempster Jackson John Davis James Welsh            | 6:40,9 | Q     |
| 2.      | Austria           | Kurt Marz Alexander Mitterhuber Adolf Scheithauer Johann Geiszler | 6:44,1 | Q     |
| 3.      | Kanada            | Ron Cameron Lloyd Montour Jack Zwirewich Art Griffiths            | 6:49,7 |       |
| 4.      | Dania             | Knud Bruun Jensen Carl Nielsen Harry Nielsen Paul Locht           | 6:50,5 |       |

### Repasaże
Bieg 1
| Miejsce | Narodowość        | Zawodnicy                                                 | Czas   | Kwal. |
| ------- | ----------------- | --------------------------------------------------------- | ------ | ----- |
| 1.      | Wielka Brytania   | Harry Almond John Jones James Crowden Adrian Cadbury      | 6:42,8 | Q     |
| 2.      | Dania             | Knud Bruun Jensen Carl Nielsen Harry Nielsen Paul Locht   | 6:51,9 |       |
| 3.      | Południowa Afryka | Don Dyke-Wells Damian Nichol John Webb Christopher Veitch | 7:00,4 |       |

Bieg 2
| Miejsce | Narodowość | Zawodnicy                                                                   | Czas   | Kwal. |
| ------- | ---------- | --------------------------------------------------------------------------- | ------ | ----- |
| 1.      | Polska     | Edward Schwarzer Zbigniew Schwarzer Henryk Jagodziński Zbigniew Żarnowiecki | 6:45,9 | Q     |
| 2.      | Węgry      | László Decker Imre Kaffka János Hollósi Imre Kemény                         | 6:50,3 |       |
| 3.      | Kanada     | Ron Cameron Lloyd Montour Jack Zwirewich Art Griffiths                      | 6:51,3 |       |

Bieg 3
| Miejsce | Narodowość | Zawodnicy                                                        | Czas   | Kwal. |
| ------- | ---------- | ---------------------------------------------------------------- | ------ | ----- |
| 1.      | Włochy     | Giuseppe Moioli Elio Morille Giovanni Invernizzi Francesco Faggi | 6:46,8 | Q     |
| 2.      | Holandia   | Frits de Voogt Ruud Sesink Clee Jan op den Velde Kees van Vugt   | 6:50,3 |       |

Bieg 4
| Miejsce | Narodowość | Zawodnicy                                                     | Czas | Kwal. |
| ------- | ---------- | ------------------------------------------------------------- | ---- | ----- |
| 1.      | Belgia     | Charles Van Antwerpen Jos Rosa Harry Elzendoorn Florent Caers | w/o  | Q     |

### Półfinały
Bieg 1
| Miejsce | Narodowość | Zawodnicy                                                            | Czas   | Kwal. |
| ------- | ---------- | -------------------------------------------------------------------- | ------ | ----- |
| 1.      | Francja    | Pierre Blondiaux Jean-Jacques Guissart Marc Bouissou Roger Gautier   | 6:59,1 | Q     |
| 2.      | Norwegia   | Sverre Kråkenes Kristoffer Lepsøe Thorstein Kråkenes Harald Kråkenes | 7:01,0 |       |
| 3.      | Austria    | Kurt Marz Alexander Mitterhuber Adolf Scheithauer Johann Geiszler    | 7:02,4 |       |
| 4.      | Finlandia  | Veikko Lommi Kauko Wahlsten Oiva Lommi Lauri Nevalainen              | 7:06,8 |       |

Bieg 2
| Miejsce | Narodowość        | Zawodnicy                                                           | Czas   | Kwal. |
| ------- | ----------------- | ------------------------------------------------------------------- | ------ | ----- |
| 1.      | Jugosławia        | Duje Bonačić Velimir Valenta Mate Trojanović Petar Šegvić           | 7:01,1 | Q     |
| 2.      | Stany Zjednoczone | Louis McMillan Dempster Jackson John Davis James Welsh              | 7:08,8 |       |
| 3.      | Protektorat Saary | Werner Biel Hans Krause-Wichmann Achim Krause-Wichmann Hanns Peters | 7:10,4 |       |
| 4.      | ZSRR              | Roman Zacharow Jurij Rogozow Iwan Makarow Władimir Kirsanow         | 7:32,3 |       |

### Druga runda repasaży
Bieg 1
| Miejsce | Narodowość      | Zawodnicy                                                            | Czas   | Kwal. |
| ------- | --------------- | -------------------------------------------------------------------- | ------ | ----- |
| 1.      | Wielka Brytania | Harry Almond John Jones James Crowden Adrian Cadbury                 | 6:37,9 | Q     |
| 2.      | ZSRR            | Roman Zacharow Jurij Rogozow Iwan Makarow Władimir Kirsanow          | 6:38,5 |       |
| 3.      | Norwegia        | Sverre Kråkenes Kristoffer Lepsøe Thorstein Kråkenes Harald Kråkenes | 6:48,4 |       |
| 4.      | Belgia          | Charles Van Antwerpen Jos Rosa Harry Elzendoorn Florent Caers        | 6:54,2 |       |

Bieg 2
| Miejsce | Narodowość        | Zawodnicy                                                        | Czas   | Kwal. |
| ------- | ----------------- | ---------------------------------------------------------------- | ------ | ----- |
| 1.      | Finlandia         | Veikko Lommi Kauko Wahlsten Oiva Lommi Lauri Nevalainen          | 6:48,5 | Q     |
| 2.      | Włochy            | Giuseppe Moioli Elio Morille Giovanni Invernizzi Francesco Faggi | 6:49,2 |       |
| 3.      | Stany Zjednoczone | Louis McMillan Dempster Jackson John Davis James Welsh           | :      |       |

Bieg 3
| Miejsce | Narodowość        | Zawodnicy                                                                   | Czas   | Kwal. |
| ------- | ----------------- | --------------------------------------------------------------------------- | ------ | ----- |
| 1.      | Polska            | Edward Schwarzer Zbigniew Schwarzer Henryk Jagodziński Zbigniew Żarnowiecki | 6:43,0 | Q     |
| 2.      | Protektorat Saary | Werner Biel Hans Krause-Wichmann Achim Krause-Wichmann Hanns Peters         | 6:47,2 |       |
| 3.      | Austria           | Kurt Marz Alexander Mitterhuber Adolf Scheithauer Johann Geiszler           | 6:48,5 |       |

### Finał
| Miejsce | Narodowość      | Zawodnicy                                                                   | Czas   |
| ------- | --------------- | --------------------------------------------------------------------------- | ------ |
| złoto   | Jugosławia      | Duje Bonačić Velimir Valenta Mate Trojanović Petar Šegvić                   | 7:16,0 |
| srebro  | Francja         | Pierre Blondiaux Jean-Jacques Guissart Marc Bouissou Roger Gautier          | 7:18,9 |
| brąz    | Finlandia       | Veikko Lommi Kauko Wahlsten Oiva Lommi Lauri Nevalainen                     | 7:23,3 |
| 4.      | Wielka Brytania | Harry Almond John Jones James Crowden Adrian Cadbury                        | 7:25,2 |
| 5.      | Polska          | Edward Schwarzer Zbigniew Schwarzer Henryk Jagodziński Zbigniew Żarnowiecki | 7:28,2 |